# Петров Євген Петрович
Євген Петрович Петров (справжнє прізвище — Катаєв, рос. Евгений Петрович Петров; 13 грудня 1903, Одеса — 2 липня 1942, Ростовська область) — російський радянський письменник, співавтор (разом із І. Ільфом) у написанні сатиричних романів «Дванадцять стільців» та «Золоте теля» — класики російської літератури радянської доби.

## Життєпис
Народився в Одесі в родині вчителя історії.
В Одесі Катаєви жили на Канатній вулиці. Брат письменника Валентина Катаєва.
У 1920 році закінчив 5-ту Одеську класичну гімназію.
Протягом трьох років служив інспектором одеського карного розшуку (у автобіографії Ільфа і Петрова (1929) про цей період життя сказано: «Першим його літературним твором був протокол огляду трупа невідомого чоловіка»).
У 1923 році Петров приїхав до Москви, де став співробітником журналу «Красный перец».
У 1926 році прийшов працювати в газету «Гудок».
У 1927 році спільною роботою над романом «Дванадцять стільців» почалася творча співдружність Євгена Петрова та Іллі Ільфа (який також працював у газеті «Гудок»).
У 1935–1936 роках разом з І. Ільфом Є.Петров здійснив подорож до США, про що вони розповіли в пропагандистській книзі «Одноповерхова Америка».
Після раптової смерті І.Ільфа Є.Петров у співавторстві з Г. Мунблатом написав кілька кіносценаріїв, зокрема «Антон Іванович сердиться» (1941). В 1939—1941 роках працював над романом «Мандрівка до країни комунізму».
Під час Другої світової війни Петров став фронтовим кореспондентом. Загинув 2 липня 1942 — літак, на якому він повертався до Москви з Севастополя, збив німецький винищувач над територією Ростовської області, біля села Маньково. На місці падіння літака встановлено пам'ятник.

## Дослідження літературної спадщини Є.Петрова
У 1950-х — 1960-х рр. перші в СРСР літературознавчі дослідження творів І.Ільфа та Є.Петрова здійснила київський літературознавець і текстолог Лідія Яновська.